# U 113 (U-Boot, 1918)
U 113  war ein diesel-elektrisches U-Boot der deutschen Kaiserlichen Marine, das im Ersten Weltkrieg zum Einsatz kam.

## Bau
U 113 wurde am 5. Mai 1916 in Auftrag gegeben. Die Herstellung des Bootskörpers übernahm die Bremer Vulkanwerft in Vegesack. Die Fertigstellung erfolgte bei der Germaniawerft in Kiel, wo das Boot am 29. September 1917 vom Stapel lief.

## Einsätze
U 113 wurde am 23. Februar 1918 in Dienst gestellt und der IV. U-Flottille in Emden und Borkum zugeordnet. Erster und einziger Kommandant war Kapitänleutnant Philipp Recke (23. Februar 1918 bis 11. November 1918).
U 113 führte während des Ersten Weltkriegs zwei Unternehmungen im östlichen Nordatlantik um die britischen Inseln durch. Dabei versenkte es vier Handelsschiffe mit einer Gesamttonnage von 6.648 BRT. Darunter befanden sich neben einem belgischen und einem britischen Schiff auch zwei Schiffe unter der Flagge des neutralen Dänemark.
Das größte von U 113 versenkte Schiff war das bewaffnete britische Frachtschiff Clan MacNab mit 4.675 BRT. Das mit Ballast fahrende Schiff wurde am 4. August 1918 auf seiner Fahrt von Plymouth nach Glasgow etwa 14 Seemeilen nordnordwestlich von Pendeen Lighthouse durch zwei Torpedos getroffen und versenkt. Dabei kamen 22 Menschen ums Leben.

## Verbleib
Am 20. November 1918 wurde U 113 an Frankreich ausgeliefert. Die Verschrottung erfolgte im Juli 1921 in Brest.